# Triclistus xylostellae
Triclistus xylostellae là một loài tò vò trong họ Ichneumonidae.